# Pristimera verrucosa
Pristimera verrucosa är en benvedsväxtart som först beskrevs av Carl Sigismund Kunth, och fick sitt nu gällande namn av John Miers. Pristimera verrucosa ingår i släktet Pristimera och familjen Celastraceae. Inga underarter finns listade.